# Grand Hotel Lublinianka

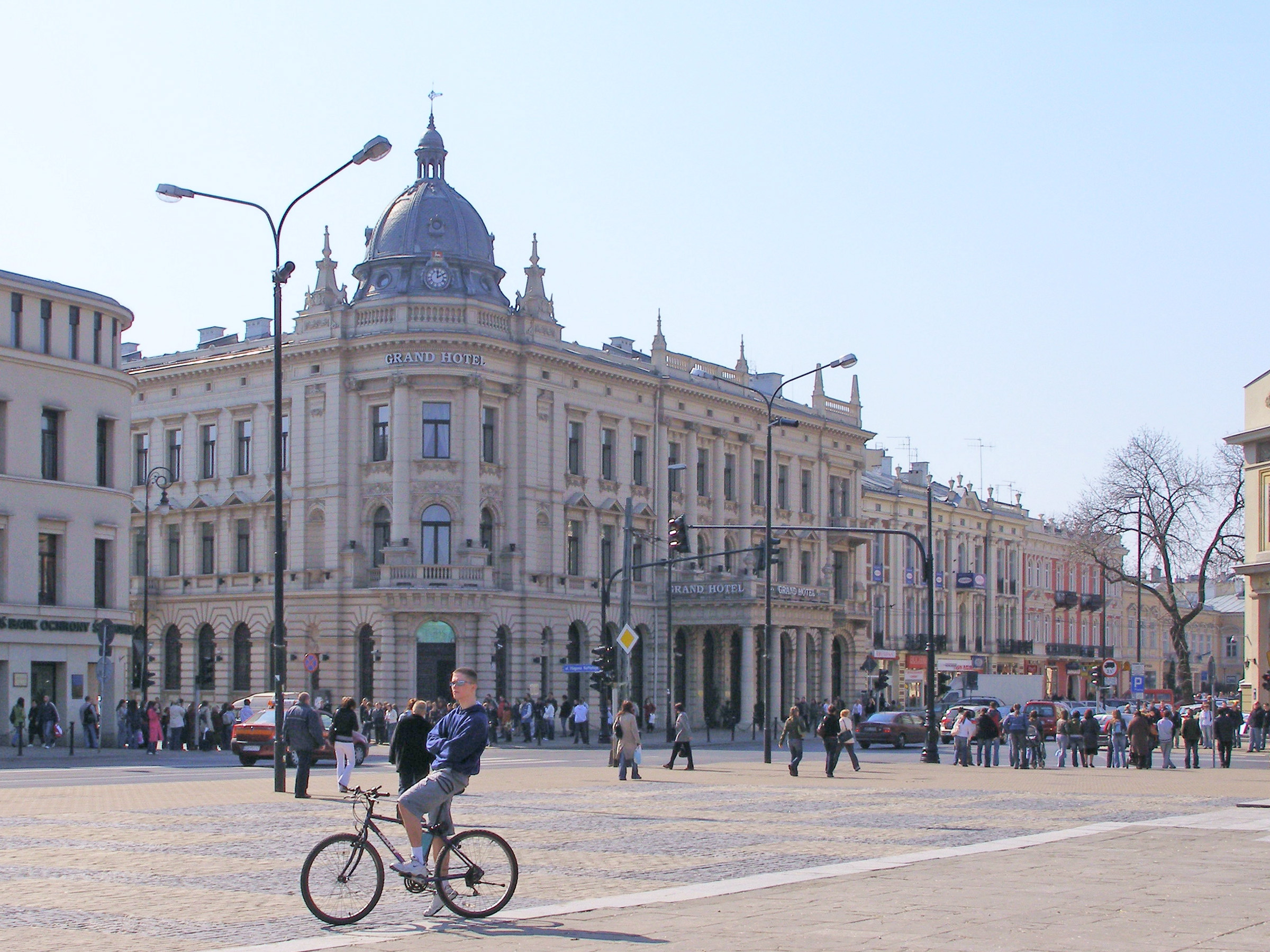
Grand Hotel Lublinianka

Das Grand Hotel Lublinianka ist ein Hotel in Lublin in Polen.

## Geschichte
Das Gebäude wurde in der Zeit von 1899 bis 1900 in 17 Monaten für die Industrie- und Handelskasse erbaut. Entworfen wurde das Gebäude vom Architekten Gustaw Landau, welcher hauptsächlich in Warschau und Łódź arbeitete. Er war ein Bruder eines Mitinhabers der Handelskasse von Lublin. Im Jahr 1910 erhielt das Gebäude die bis heute bestehende architektonische Form. In der Zeit zwischen dem Ersten und Zweiten Weltkrieg befand sich im Erdgeschoss ein Delikatessengeschäft sowie ein Café. Während des Zweiten Weltkrieges wurde das Gebäude aufgrund der zentralen Lage im Zentrum der Stadt in das Deutsche Haus umgewandelt. In den 1950er Jahren war im Gebäude ein Billighotel mit Café und Restaurant untergebracht. Nachdem das Hotel durch die Von der Heyden Group übernommen worden war, fand eine Renovierung und Modernisierung nach einem Entwurf von PRC Architekci statt. In der Folge wurde das Gebäude als 4-Sterne-Luxus-Hotel im Mai 2002 wieder eröffnet.